# Dans ma montagne
Dans ma montagne est un album jeunesse scénarisé par François Aubineau et illustré par Jérôme Peyrat. Il a été publié en France aux éditions Père Fouettard en 2017. En 2020, il est traduit en anglais et publié aux éditions Orca Books qui le diffuse aux États-Unis et au Canada, en japonais aux éditions Sekaibunka , en chinois traditionnel aux éditions Taiwan Mac, en espagnol aux éditions Larrad. 

## Résumé
Selon Le P'tit Libé, « le livre se lit dans les deux sens : du début vers la fin et de la fin vers le début. Dans la première moitié, on découvre le point de vue du berger. Il parle de son amour de sa montagne et de ce qui lui fait peur : le loup. Puis on lit le point de vue… du loup. Il parle de son amour de sa montagne et de ce qui lui fait peur : le berger. Une histoire qui montre que plusieurs individus peuvent se sentir chez eux au même endroit et que l’important, c’est de respecter l’autre, même s’il est différent. »

## Analyse et réception
« Double récit d'un loup et d'un homme qui se partage cet espace majestueux qu'est la montagne », l'album est décrit comme « un très bel ouvrage » par la chroniqueuse Marie Perarnau dans La Maison des Maternelles sur France 5.
La presse insiste sur le double point de vue de l'album, le loup et le berger, ennemis traditionnels, sont en fait des semblables. Ainsi, « l'enfant est amené à comprendre pourquoi le berger a un fusil et pourquoi le loup attaque le troupeau ». Pour le magazine japonais Cinra, le scénario s'extrait du dualisme et relativise les notions de bien et de mal au profit d'une logique de nature.
Kirkus Reviews met en avant les illustrations de Jérôme Peyrat, qui « utilisent des lignes délicates et une palette de verts, de bleus et de blancs alpins, ne manquant jamais d'impressionner par leur lien visuel subtil entre les deux histoires et leur design audacieux et atmosphérique ».
L'album est sélectionné pour le prix des Incorruptibles, le prix Tatoulu, le prix Albertine et il obtient le prix du livre de Montagne en 2019,